# Antonio Pischedda
Antonio Pischedda, detto Antonello (Sassari, 21 ottobre 1942 – La Spezia, 20 agosto 2018), è stato un politico e attore teatrale italiano.
Storico direttore del Teatro civico e del Festival internazionale del jazz della Spezia, di origine sarda del maddalenino sassarese è stato un attore, organizzatore culturale e presidente dell'Ente teatrale italiano. Dirigente socialista, venne eletto Senatore della Repubblica nel collegio di La Spezia nell'XI legislatura. È stato anche consigliere comunale della Spezia dal 1990 al 1993.
È deceduto nel 2018.